# Karýtena
Karýtena (grec moderne : Καρύταινα) est une localité située dans le dème de Mégalopolis, dans le district régional d'Arcadie, dans la périphérie du Péloponnèse, en Grèce. Située à 50 km à l'ouest de Tripoli, à 26 km au nord-ouest de Mégalopolis, à 75 km au nord de Kalamata, ainsi qu'à 28 km à l'est d'Andrítsena, elle appartient, depuis 2010, au dème de Mégalopolis.
C'est l'ancien chef-lieu de la municipalité de Gortyne (Arcadie) (Γόρτυς, Gortys), abolie en 2010.
Selon le recensement de 2021, elle compte 140 habitants.

## Histoire
Le site archéologique de la ville grecque antique de Brenthé se trouve non loin de la ville postérieure de Karýtena.
Karýtena était le siège d'une importante baronnie de la principauté d'Achaïe, défendant la région appelée Skorta du temps de l'occupation franque ; les ruines du château médiéval dont la construction est attribuée à Hugues de Briel, dominent la ville.
Au temps de la domination vénitienne Karýtena fut le siège du comté de Caritène dans la provéditure de Messénie elle-même partie des « États de la mer »
Karýtena joua aussi un rôle important dans les premiers temps de la guerre d'indépendance grecque.